# Dohrniphora wilkinsoni
Dohrniphora wilkinsoni är en tvåvingeart som beskrevs av Brown och Giar-Ann Kung 2007. Dohrniphora wilkinsoni ingår i släktet Dohrniphora och familjen puckelflugor. Inga underarter finns listade i Catalogue of Life.